# عبودية البشر (فلم 1934)
عبودية البشر (بالإنجليزية: Of Human Bondage) فيلم دراما أمريكي بالأبيض والأسود لعام 1934 من إخراج جون كرومويل وبطولة ليزلي هوارد، مقتبس عن رواية تحمل ذات الأسم للكاتب سومرست موم.

## روابط خارجية
- عبودية البشر على موقع IMDb (الإنجليزية)
- عبودية البشر على موقع الموسوعة البريطانية (الإنجليزية)
- عبودية البشر على موقع روتن توميتوز (الإنجليزية)
- عبودية البشر على موقع نتفليكس (الإنجليزية)
- عبودية البشر على موقع ألو سيني (الفرنسية)
- عبودية البشر على موقع Turner Classic Movies (الإنجليزية)
- عبودية البشر على موقع أول موفي (الإنجليزية)
- عبودية البشر على موقع فيلمافينيتي (الإسبانية)
- عبودية البشر على موقع قاعدة بيانات الأفلام السويدية (السويدية)
- عبودية البشر على موقع قاعدة بيانات الفيلم (الإنجليزية)